# Walter Kent
Walter Kent (29 de novembre de 1911 - 2 de març de 1994) va ser un compositor jueu americà que va escriure moltes cançons de tema nadalenc, com I'll Be Home for Christmas. També va escriure una cançó en temps de guerra que va ser un èxit, anomenada There'll Be Bluebirds Over, The White Cliffs of Dover, que va ser tornada a escriure per Nat Burton.

## Cançons (selecció)
- 1932: Pu-Leeze Mister Hemingway (Guy Lombardo)
- 1941: (There’ll Be Bluebirds Over) The White Cliffs of Dover (Glenn Miller)
- 1943: I’ll Be Home for Christmas (Bing Crosby)
- 1944: Too Much in Love (Frank Sinatra)
- 1945: Endlessly
- 1946: Musik, Tanz und Rhythmus (drei Lieder für die Episode Johnny Appleseed)
- 1950: I’m Gonna Live Till I Die (Frankie Laine)
- 1950: You’re Always in My Dreams (The Ravens)